# Васильев, Иван Васильевич (геолог)
Иван Васильевич Васильев (1 сентября 1936 — 21 января 2017) — советский и российский геолог, кандидат геолого-минералогических наук (1969) и Лауреат Государственной премии СССР (1974).

## Биография
Окончил геологический факультет Казанского государственного университета (1959).
Работал в Туркменской ССР в системе Министерства геологии СССР, где прошёл путь от рядового геолога до главного геолога Восточной Геофизической Экспедиции.
С 1995 по 2010 — начальник отдела геологии Комитета природных ресурсов по Чувашской Республике Министерства природных ресурсов Российской Федерации.
С 2010 — заместитель начальника Чувашского филиала ФГУ «Территориальный фонд геологической информации по Приволжскому Федеральному округу».

## Научные работы
Автор около 60 научных трудов.